# Пшиборове-Кольонія
Пшиборове-Кольонія (пол. Przyborowie-Kolonia) — село в Польщі, у гміні Вонсево Островського повіту Мазовецького воєводства.
У 1975-1998 роках село належало до Остроленцького воєводства.